# Маген, Цви
Цви Маген (ивр. צבי מגן‎; род. 29 сентября 1945) — израильский дипломат.

## Биография
Родился 29 сентября 1945 года в Черновцах.
В 1960 г. вместе с семьей репатриировался в Израиль, после чего жил в киббуце Ган-Шмуэль. С 1970 по 1987 г. служил в исследовательском отделе разведывательного управления Генерального штаба Армии обороны Израиля, демобилизовался в звании полковника. Параллельно со службой в армии учился в Тель-Авивском университете, где получил степени бакалавра гуманитарных наук (1975), магистра исторических наук (1978).
- С 1987 по 1993 — чиновник по связям с евреями в странах СНГ канцелярии Премьер-министра Израиля.
- С 1993 по 1998 — Чрезвычайный и Полномочный Посол Государства Израиль на Украине, и по совместительству в Молдавии.
- С 1998 по 1999 — Чрезвычайный и Полномочный Посол Государства Израиль в России.
- С 1999 по 2006 — руководитель организации «Натив»
- С 2006 — руководитель института «Европа-Азия» при Междисциплинарном центре в Герцлии.